# ジャズ・シンガー (1980年の映画)
『ジャズ・シンガー』（原題：The Jazz Singer）は、世界で初めてのトーキー『ジャズ・シンガー』をリメイクした1980年のアメリカ映画。

## 概要
当初、シドニー・J・フューリーが監督に選ばれたが、降板により、リチャード・フライシャーが完成。主演は歌手ニール・ダイアモンド、共演は英国の名優ローレンス・オリヴィエと、ルシル・ボールとデジー・アーナスの娘ルーシー・アーナス。アーナスは、後にダイアモンドとコラボ展開するソングライター キャロル・ベイヤー・セイガーが作詞を担当したミュージカル《デュエット》They're Playing Our Songで1979年にブロードウェイ・デビューして評判となるが、この映画のオファーを受けて、舞台を去り、初の映画大役に臨んだ。
ダイアモンドが映画のために書き下ろした"America"、"Love on the Rocks"、"Hello Again"を含むサウンド・トラックは100万枚以上の売り上げを記録するヒットを飛ばし、映画の興行収入も2700万ドルに達する成功を収めた。
その一方で、駄作の評価は拭い去ることができず、より興行収入の少なかった『レイジング・ブル』、『エレファント・マン』、『テス』などの作品がアカデミー賞を賑わせるという皮肉な結果に終わっている。また、主演のニール・ダイアモンドはゴールデングローブ賞主演男優賞と、ゴールデンラズベリー賞主演男優賞のダブルノミネート（後述の賞歴を参照）を受けており、その才能に称賛とヤジが贈られた。

## キャスト
- ニール・ダイアモンド：ジェス・ロビン
- ローレンス・オリヴィエ：カントル ラビノヴィッチ
- ルーシー・アーナス：モリー・ベル
- カトリン・アダムズ：リフカ・ラビノヴィッチ
- フランクリン・アジャイ：ブッバ
- ポール・ニコラス：キース・レノックス

## スタッフ
- 監督：リチャード・フライシャー
- 製作：ジェリー・レイダー
- 原案：サムソン・ラファエルソン
- 脚本：ハーバート・ベイカー
- 音楽：レナード・ローゼンマン
- 撮影：イシドア・マンコフスキー
- 編集：モーリー・ワイントローブ

## 賞歴
受賞
- 米国作曲家作詞家出版者協会（ASCAP）映画・テレビ音楽賞
  - 映画演奏賞 - "America" ニール・ダイアモンド

- ゴールデンラズベリー賞
  - 主演男優賞 - ニール・ダイアモンド
  - 助演男優賞 - ローレンス・オリヴィエ

ノミネート
- ゴールデングローブ賞
  - 主演男優賞（ミュージカル・コメディ部門） - ニール・ダイアモンド
  - 助演女優賞 - ルーシー・アーナス
  - オリジナル歌曲賞 - "Love on the Rocks" ニール・ダイアモンド、ジルベール･ベコー

- グラミー賞
  - 映画・テレビ・サウンドトラック部門

- ゴールデンラズベリー賞
  - 作品賞
  - 監督賞 - リチャード・フライシャー、シドニー・J・フューリー
  - 歌曲賞 - "You, Baby, Baby!"